# Alexander Worthy Clerk
Alexander Worthy Clerk (4 mars 1820 - 11 février 1906) est un missionnaire, enseignant et membre du clergé pionnier jamaïcain morave qui arrive en 1843 dans le protectorat danois de Christiansborg, aujourd'hui Osu à Accra au Ghana, alors connu sous le nom de Côte de l'Or. Il fait partie du premier groupe de 24 missionnaires antillais de Jamaïque et d'Antigua qui travaillent sous l'égide de la Basel Evangelical Missionary Society of Switzerland. L'activité missionnaire caribéenne en Afrique s'inscrit dans le mouvement missionnaire atlantique plus large de la diaspora entre les années 1780 et les années 1920. Peu de temps après son arrivée au Ghana, la mission nomme Alexander Clerk comme premier diacre de l'Église presbytérienne du Christ d'Akropong, fondée par le premier missionnaire bâlois survivant sur la Côte de l'Or, Andreas Riis en 1835, en tant que première église protestante de l'organisation dans le pays. Alexander Clerk est largement reconnu et considéré comme l'un des pionniers du précurseur de l'Église presbytérienne du Ghana. En tant que leader de l'éducation dans le Ghana colonial, il conçoit le programme et la pédagogie, co-établissant avec ses collègues éducateurs, George Peter Thompson et Catherine Mulgrave, un internat pour hommes, l'école Salem à Osu en 1843. En 1848, Alexander Clerk est un membre inaugural du corps professoral du Basel Mission Seminary, Akropong, maintenant connu sous le nom de Presbyterian College of Education, où il est instructeur en études bibliques. Les missionnaires bâlois fondent le séminaire et l'école normale d'Akropong pour former des enseignants-catéchistes au service de la mission. Le collège est le deuxième plus ancien établissement d'enseignement supérieur du début de l'Afrique de l'Ouest moderne après le Fourah Bay College à Freetown, en Sierra Leone, qui est créé en 1827. Alexander Clerk est le père de Nicholas Timothy Clerk (1862 - 1961), un théologien formé à Bâle, qui est élu premier Clerk du synode de l'Église presbytérienne de la Côte de l'Or de 1918 à 1932 et cofonde l'All Boys'internat, l'école secondaire presbytérienne pour garçons créée en 1938. Alexander Clerk est également l'ancêtre de la famille Clerk historiquement importante de la banlieue d'Osu à Accra.

## Jeunesse et éducation
Alexander Worthy Clerk est né le 4 mars 1820 à Fairfield Plantage près de Spur Tree, dans la paroisse de Manchester sous la domination coloniale britannique ,. On sait peu de choses sur la filiation et l'enfance de Clerk, si ce n'est que ses parents sont des chrétiens jamaïcains. Il est le troisième fils parmi cinq frères et quatre sœurs. En 1833, alors qu'Alexandre Clerk a environ treize ans, la loi sur l'apprentissage, accordant une liberté immédiate et totale aux enfants de six ans et moins, et un statut intermédiaire pour les plus âgés, fut promulguée. Entre 1838 et 1842, Alexander Clerk étudia la théologie chrétienne, le ministère, la dogmatique et l'homilétique ; philosophie et éthique; la pédagogie et l'éducation au désormais disparu Fairfield Teachers'Seminary (Lehrerseminar Fairfield), un collège de formation des enseignants et un séminaire théologique, fondé en 1837 par le révérant Jacob Zorn (1803 - 1843), sujet danois de langue allemande et surintendant de l'Église morave en Jamaïque et aux îles Caïmans de 1834 jusqu'à sa mort en 1843 ,. Zorn est également missionnaire des Missions de l'Église des Frères Unis basées à Londres et de son organisation sœur, la Société des Frères pour l'avancement de l'Évangile . La branche jamaïcaine de l'Église morave, qui fait ses débuts en 1754, est alors aux Antilles depuis près de cent ans. Les premiers missionnaires moraves en Jamaïque sont Zecharias Georg Caries, Thomas Shallcross et Gottlieb Haberecht, qui évangélisent les esclaves sur le domaine de Bogue et plus tard, dans les plantations environnantes. Dans le cadre de sa formation classique, Clerk étudie les langues : allemand, latin, grec et hébreu. L'institut de formation est créé par Zorn à la demande de la direction de la mission morave pour préparer les jeunes hommes jamaïcains à l'évangélisation chrétienne, au catéchisme et à la propagation de l'Évangile aux Antilles après l'abolition de l'esclavage dans l'Empire britannique en 1834  suivie de la pleine émancipation des esclaves en Jamaïque le 1er août 1838, un peu plus d'un an après l'accession au trône de la reine Victoria. Zorn envisage également d'envoyer des diplômés de sa petite école de formation missionnaire en mission évangélique en Afrique.Alexander Clerk est encadré par le révérant J. Blandfield à l'école morave. L'éducation de Clerk est financée par une riche chrétienne victorienne de Bath, Somerset, Mrs. P. Skeate (née Ibbett). Alexander Clerk entretient une correspondance avec son bienfaiteur anglais lorsqu'il travaille sur la Côte de l'Or en tant qu'enseignant-missionnaire.Alexander Clerk doit devenir enseignant-catéchiste et missionnaire affilié au presbytère ou classis de la mission de l'Église morave de Fairfield (fondé le 1er janvier 1826) après avoir obtenu son diplôme du séminaire et sa consécration ultérieure en tant que missionnaire en 1842,.

## Activités missionnaires sur la Côte de l'Or

### Contexte historique
Les premiers récits indiquent que l'Église morave de Herrnhut en Saxe, en Allemagne, recrute un habitant de la Côte de l'Or en 1735 et l'a formé aux arts et à la philosophie à l'Université de Copenhague. Cependant, à son retour sur la Côte de l'Or, l'homme découvre qu'il parlait à peine sa langue maternelle. Une série de missions européennes sont lancées par ces corps missionnaires protestants, notamment la Société missionnaire néerlandaise, la Société missionnaire nord-allemande, la Société missionnaire baptiste et la Société missionnaire de l'Église. Certains missionnaires sont morts en quelques années, d'autres en quelques mois. Les directeurs de la Compagnie danoise de Guinée invitent les missions de l'Église des Frères unis, une société missionnaire de l'Église morave sur la Côte d'Or, à enseigner dans les écoles du château et du fort avec cinq missionnaires arrivant à Christiansborg en 1768. Les deux premiers groupes de onze missionnaires sont tous morts en peu de temps de maladies tropicales telles que le paludisme, la fièvre des eaux noires, la fièvre jaune et la dysenterie, ne s'étant pas complètement acclimatés à l'environnement local,,. Des missionnaires européens qui opèrent dans les Caraïbes, en Amérique latine et en Asie du Sud-Est sont infectés par la dengue. Un groupe de protestants chrétiens des Moraves luthériens et d'autres Églises réformées sœurs d'Allemagne et de Suisse fondent la Société missionnaire allemande en 1815 comme " le résultat d'un engagement pris par quelques chrétiens dévoués à Bâle face à une menace militaire ". « Si Dieu épargne leur ville, ils s'engagent à ouvrir un séminaire pour la formation des missionnaires », affirment les croyants chrétiens. La mission change son nom en Société missionnaire évangélique de Bâle, et enfin en Mission de Bâle. Cette société missionnaire allemande a ses racines dans la Deutsche Christentumgesellschaft, établie à Bâle en 1780 en tant que communauté de lecture de la Bible qui cherche à diffuser la littérature chrétienne. Ils envisagent de travailler avec des sociétés missionnaires établies opérant déjà dans des " régions non évangélisées " dans le monde.
En 1825, le gouverneur du protectorat danois, Christiansborg (Osu), le major Johan Christopher von Richelieu, constatant la dégradation des valeurs morales des résidents européens vivant à l'intérieur et à l'extérieur du fort danois, le château de Christiansborg, demanda à la couronne danoise, par l'intermédiaire le révérant Bone Falck Rønne (1764–1833), fondateur et président du conseil d'administration de la Société missionnaire danoise (créée le 17 juin 1821), qui représente les intérêts de la Mission de Bâle au Danemark, pour faire en sorte que des missionnaires de la Société missionnaire évangélique de Bâle en Suisse évangélisent dans le puis colonie de la Côte de l'Or,. Pendant une décennie et demie, le poste d'aumônier du château de Christiansborg est resté vacant. Richelieu agit comme aumônier et rétablit le culte chrétien public, fonde une école où 150 élèves sont baptisés et scolarisés. Plus de mains sont donc nécessaires pour l'évangélisation. En mars 1827, quatre jeunes hommes de la Suisse rurale et du sud de l'Allemagne âgés de 23 à 27 ans sont sélectionnés par la Mission de Bâle. Il s'agit de : Karl F. Salbach (27 ans), Gottlieb Holzwath (26 ans), Johannes Henke (23 ans) et le Suisse Johannes Gottlieb Schmidt (24 ans),. Ce sont des artisans qualifiés avec une expérience de formation pratique dans la poterie, la menuiserie, la fabrication de chaussures, la maçonnerie, la menuiserie, la fabrication de chapeaux et la forge.
À Christiansborg, Accra, ils lancent la Basel Mission Trading Factory pour exporter de l'huile de palme et d'autres produits locaux afin de financer le travail de la mission et mettent en place un atelier artisanal pour former les entrepreneurs locaux aux méthodes avancées de l'artisanat afin de servir leurs communautés sur le Côte de l'Or et en Afrique de l'Ouest, ce qui, selon le comité de Bâle, est une manière d'expier l'horreur et les effets dévastateurs de la traite des esclaves provoquée par le colonialisme européen.
Ils arrivèrent à Christiansborg le 18 décembre 1828 et eurent leur premier service religieux dans un hameau côtier appelé Amanfon, près d'Osu le 28 décembre 1828. Tous sauf Johannes Henke moururent dans les huit mois suivant leur arrivée (août 1829) du paludisme et d'autres maladies tropicales. Henke mourut finalement le 22 novembre 1831. Le 21 mars 1832, un deuxième groupe de trois missionnaires composé du révérant Andreas Riis, le révérant Peter Peterson Jager et le Dr Christian Frederich Heinze, un médecin, sont arrivés pour continuer le travail. Cinq semaines après leur arrivée, le médecin qui doit s'occuper des besoins de santé des deux autres missionnaires mourut du paludisme le 26 avril 1832. Le révérant PP Jager est également décédé le 18 juillet 1832.
Le révérant Andreas Riis, un ministre danois est le seul missionnaire survivant. Après être tombé malade de la fièvre paludéenne, un herboriste indigène, présenté à Riis par son ami commerçant euro-africain et ami de la mission, George Lutterodt, l'a traité avec du citron, du savon, un bain froid et de la quinine naturelle dans l'écorce des arbres. Après son rétablissement, Lutterodt conseille à Riis de déménager dans la campagne vallonnée d'Akropong - Akuapem où le climat est beaucoup plus frais et où l'environnement est plus propice.
En janvier 1835, Riis et son ami sont chaleureusement accueillis par l'Omanhene d'Akuapem, Nana Addo Dankwa I. Ils déménagent finalement et s'installent à Akropong le 26 mars 1835. Osiadan, qui signifie "bâtisseur en langue Akan, est ce que Riis est affectueusement appelé, parce qu'il construit sa maison en pierres et en bois. Il man des plats locaux et parle Akuapem Twi comme les habitants d'Akropong. Les Riis vivent comme les locaux à l'époque, résidant dans l'arrière-pays boisé, utilisant des branches de palmier comme tapis de couchage et mangeant des spécialités régionales comme la soupe au poivre, les escargots et les vers selon certains témoignages.
Après s'être installé pendant un an et avec l'approbation du Comité d'accueil de la Mission de Bâle, Riis s'est arrangé pour épouser Anna Margaretha Wolters, une Danoise de vingt ans. Parmi ceux qui l'accompagnent se trouvent Andreas Stranger et Johannes Murdter. Stranger est décédé la veille de Noël en 1837 et le propre enfant de Riis est décédé à la fin de 1838. Riis est devenu le symbole d'espérance pour le renouveau évangélique dans l'œuvre missionnaire.
Le mauvais état de santé de Riis, le terrain accidenté et les taux de mortalité élevés des missionnaires européens, atteignant parfois quatre-vingts pour cent, couplés à l'échec du travail missionnaire contraignent la Société missionnaire de Bâle à abandonner le travail et à rappeler Riis. Pendant huit ans, Riis est incapable de convertir un indigène au christianisme et ne pouvait se vanter d'un seul baptême. En 1840, Andreas Riis traverse Akwamu, Shai, Kroboland, Akim Abuakwa et Cape Coast et est arrivé à Kumasi en 1840. Voyant que les conditions sont trop difficiles à contenir, les autorités de la Mission de Bâle furent mécontentes et Riis fut rappelé en Suisse - la mission doit être fermée. Lors du durbar d'adieu organisé en l'honneur de Riis, le chef suprême, Omanhene d'Akuapem, aurait déclaré : « Si vous pouviez nous montrer des Africains capables de lire la Bible, nous vous suivrions sûrement »,.

### Arrivée des missionnaires antillais
Le message codé de ce chef donne matière à réflexion à Riis et à la Basel Mission Society. L'aube d'un nouveau jour pour les missions africaines est apparue lorsque des contacts sont pris pour impliquer des chrétiens afro-caribéens des Antilles dans la mission en Afrique. Déjà, une telle suggestion est venue d'Angleterre à Bâle, mais l'impulsion pour l'implication de Bâle doit venir de Riis.
Riis arriva au siège européen de la mission de Bâle le 7 juillet 1840 et s'entretint immédiatement avec les directeurs de la mission qui décident de mettre fin aux opérations de la mission en Afrique de l'Ouest. Riis présente un argument convaincant en racontant le discours d'adieu principal d'Akropong au comité du conseil d'administration de la mission. Les réalisateurs acceptent de se rendre dans les îles des Caraïbes dans le but de trouver des descendants d'esclaves affranchis qui seraient peut-être mieux adaptés ou adaptés pour s'acclimater au milieu tropical ouest-africain, qui a un climat similaire aux Antilles. Moralement, ils sont bien équipés pour gérer le travail missionnaire en raison de leur sens aigu de la mission sociale, glané dans les mouvements abolitionnistes et d'émancipation, et d'une imprégnation de l'éthos éducatif chrétien morave aux Antilles. De plus, les recrues afro-caribéennes n'ont aucun lien immédiat avec des familles, des clans ou des groupes ethniques en Afrique, ce qui en fait des agents neutres dans les efforts d'évangélisation.
À un moment donné en 1842, le Home Committee sélectionna un nouveau diplômé missionnaire, le révérant Johann Georg Widmann (1814 - 1876), le missionnaire assistant, Hermann Halleur et le professeur de mission américano-libérien formé à Beuggen et à Bâle, George Peter Thompson (1819 - 1889) pour aller en Jamaïque pour recruter des chrétiens d'ascendance africaine,,. Le 28 mai 1842, Andreas Riis et sa femme, Anna Wolters, Widmann et Thompson quittèrent Bâle pour l'île sous le vent britannique d'Antigua aux Antilles via Gravesend et Liverpool pour engager et recruter des hommes chrétiens noirs qui les accompagneraient en Afrique de l'Ouest tout en Halleur se rend directement sur la Côte de l'Or pour préparer les terrains de leur arrivée. Avec l'aide de James Bruce, 8e comte d'Elgin, alors gouverneur de la Jamaïque, le révérend. Jacob Zorn, le surintendant de la mission morave en Jamaïque, le révérend. Jacob F. Sessing et le révérant J. Miller, un agent de l'Africa Civilization Society, Riis peut recruter des candidats après un appel de masse à travers l'île et un processus d'entretien approfondi et rigoureux. Beaucoup de volontaires potentiels ou de « rapatriés » qui postulent au programme se sont avérés inadaptés : quelques-uns sont des chrétiens non pratiquants, un est enthousiasmé par l'aventure et souhaite extraire de l'or, un autre a une femme invalide qui est trop malade pour voyager tandis que d'autres recrues potentielles souhaitent simplement retourner dans leur patrie, l'Afrique, le travail missionnaire n'étant pas une priorité absolue dans leur esprit. Ce fut une tâche assez ardue de trouver les bons candidats au point que Riis et d'autres missionnaires bâlois abandonnent pratiquement l'initiative,,.
Riis rencontre le professeur de Clerk, le Morave, Jacob Zorn, qui insiste sur un contrat de service approprié entre ces missionnaires jamaïcains représentés par la Conférence de la Mission morave jamaïcaine et la Mission de Bâle. L'accord stipule entre autres  que :
- "La forme du culte public et les règles de l'Église morave en ce qui concerne la discipline de l'église doivent être maintenues
- Les Antillais doivent s'engager à servir la mission de leur plein gré. En retour, la mission s'occuperait de tous leurs besoins pendant les deux premières années
- La mission de Bâle fournirait des maisons aux Antillais et leur donnerait des terres pour l'agriculture et le jardinage, sur lesquelles ils pourraient travailler un jour par semaine.
- À la fin des deux premières années, les Antillais peuvent choisir de suivre leur propre source d'emploi ou de travailler pour la Mission de Bâle à un salaire raisonnable.
- Au bout de cinq ans, si quelqu'un voulait retourner en Jamaïque, la mission de Bâle paierait le passage, à condition qu'il n'ait pas commis d'aberration morale."

La disposition qui permet aux Moraves antillais d'utiliser leur propre forme de culte et de discipline est une indication de la mesure dans laquelle les Moraves et la mission de Bâle sont prêts à aller pour enrôler des chrétiens afro-caribéens dans la mission. Compte tenu des similitudes historiques entre les missions moraves et bâloises en raison de leur héritage luthérien commun, l'alliance marque le début d'un nouveau modèle efficace d'entreprise missionnaire qui a de profonds effets socioculturels sur la communauté indigène du Ghana,,.
Avant leur départ de la Jamaïque, un service d'adieu émouvant a lieu dans les églises moraves de Lititz et Fairfield pour les missionnaires et leurs familles. Au milieu des larmes et des étreintes, les émigrants antillais le font savoir à leurs familles et aux congrégations religieuses dans un discours d'adieu leur disant : « Quand nous allons en Afrique, nous n'allons pas dans un pays étranger. L'Afrique est notre pays et notre maison. Nos grands-pères et arrière-grands-pères sont emmenés de là et amenés ici. Nous y allons pour témoigner de la Grâce de Dieu non seulement à l'Européen, mais aussi à l'Africain et notre seule prière est que les yeux des Africains que nous considérons comme nos frères s'ouvrent pour voir Jésus-Christ comme Sauveur du Monde,,." Les Jamaïcains sont essentiellement un pont pour partager l'Évangile avec les indigènes de la Côte de l'Or tout en se connectant avec leurs racines ancestrales et culturelles en Afrique.
Dans une allégorie du récit biblique de Joseph, une équipe de 24 Jamaïcains et d'un Antiguais (6 familles distinctes et 3 célibataires) quitta le port de Kingston le 8 février 1843 à bord du brigantin irlandais, The Joseph Anderson, loué 600 £, et selon divers récits historiques, arrivé à Christiansborg, Côte de l'Or le dimanche de Pâques 16 avril ou le lundi de Pâques 17 avril 1843 vers 20 heures, heure locale (GMT) après soixante-huit jours et nuits de voyage, endurant une période tropicale de cinq jours tempête sur la mer des Caraïbes, pénurie d'eau douce et chaleur accablante à bord du navire. Une courte cérémonie de bienvenue est organisée pour eux par la Mission de Bâle au château de Christiansborg, où ils sont chaleureusement reçus par Edvard James Arnold Carstensen, le gouverneur danois de l'époque, ainsi que George Lutterodt, un mulâtre et ami personnel d'Andreas Riis qui est auparavant gouverneur par intérim de la Côte de l'Or ,. Les Antillais se sont reposés un moment sur la côte avant de partir pour Frederikgave le 10 mai 1843, l'ancienne villa et plantation royale du gouverneur danois dans le village moderne de Sesemi près des collines d'Akwapim,,. À Accra, la moitié du groupe est restée avec Lutterodt tandis que le reste des Antillais est resté chez un autre Euro-Africain appelé Yestrop.
Outre Alexander Clerk de la congrégation de Fairfield, qui est déjà un agent de mission formé, d'autres recrues missionnaires moraves doublent comme artisans qualifiés : 
- Joseph Miller de Fairfield, un ouvrier agricole, avec sa femme, Mary et ses enfants, Rose Ann, Robert et Catherine
- John Rochester de Fairfield, un tonnelier, avec sa femme Mary, sa sœur Ann et son fils John Powell Rochester
- James Greene de la congrégation de Nazareth, charpentier, avec sa femme, Catherine et son fils, Robert
- John Hall d'Irwin Hill, Montego Bay, un distillateur de rhum et sa femme Mary et son fils Andrew
- James G. Mullings de l'église de Bethléem, un domestique, avec sa femme Margarethe et sa fille, Catharine Elisa
- Edward Walker de l'église de Bethléem, un ouvrier agricole, avec sa femme, Sarah et son fils John
- David Robinson de Fulneck, ouvrier agricole
- Jonas Horsford de l'église Grace Hill, Liberta Village à Antigua

En outre, les Antillais sont accompagnés d'une enseignante d'origine angolaise et élevée en Jamaïque, Catherine Mulgrave, également de Fairfield, qui est l'épouse de George Peter Thompson et est devenue la directrice de l'école du château de Christiansborg, alors dirigée par les Danois, à Osu. Accra, qui est repris par la Mission de Bâle. Riis a le Rev. Johann Georg Widmann, un ecclésiastique allemand comme son assistant. Ils ont des ânes, des chevaux, des mulls et d'autres animaux ainsi que des semences et des boutures agricoles telles que des plants de mangue qu'ils vont introduire dans l'économie de la Côte de l'Or,,. D'autres plants tropicaux apportés par les missionnaires antillais comprennent le cacao, le café, l'arbre à pain, l'arbre à pain, la goyave, l'igname, le manioc, les plantains, le cocoyam, une variété d'espèces de bananes et de poires. Cocoyam, par exemple, est maintenant un aliment de base ghanéen. Plus tard en 1858, les missionnaires expérimentent la plantation de cacao à Akropong, plus de deux décennies avant que Tetteh Quarshie n'apporte des plants de cacao à la Côte de l'Or depuis l'île de Fernando Po, maintenant connue sous le nom de Bioko en Guinée équatoriale,.

### Entreprise missionnaire à Akropong
La majorité des Antillais déménagent à Akropong depuis Frederiksgave entre le 17 et le 18 juin 1843. Pendant son séjour à la villa, Mary Hall donne naissance à son deuxième fils, Henry, qui est baptisé par Johann Georg Widmann. La population locale accueillit les Antillais avec enthousiasme mais fut plus tard déçue "parce que nous [les Antillais] ne leur apportâmes ni argent ni eau-de-vie", comme le remarqua l'un des missionnaires, Joseph Miller. Néanmoins, ils se sont installés et ont entièrement "fait confiance au peuple Akuapem " et nouent des amitiés étroites avec les indigènes qui sont devenus leurs interprètes car ils ne peuvent pas à l'origine communiquer dans la langue locale Twi ; ils incorporent ensuite le vocabulaire akan dans leur patois jamaïcain. Les troubles politiques à Akropong au cours de la période 1839 à 1850 entravent l'effort missionnaire.
Clerk et ses collègues commencent à travailler immédiatement car les maisons qui leur sont promises sont en fait en mauvais état. Selon la littérature historique, ils construisent les premières maisons en brique et en pierre à Akropong et la zone de peuplement antillais est devenue connue sous le nom de Hanovre, un lien avec la paroisse (région) du nord-ouest de la Jamaïque. Hanovre est décrite comme une « communauté bordée de manguiers » comme on le voit encore aujourd'hui dans les quartiers jamaïcains. Il y a même une Hanover Street à Akropong construite vers 1860 : la rue des petites maisons en pierre construites par les Jamaïcains qui est maintenant parallèle à la limite nord du Presbyterian Training College (PTC). Il y a encore un puits d'eau appelé Jamaica à Aburi qui est construit par le Morave jamaïcain, John Rochester et des ouvriers locaux datant des années 1850/60 ,,. Sur la base d'un dénombrement de 1851, 25 des 31 chrétiens au total à Akropong sont antillais. Il y a une atmosphère cordiale dans la communauté antillaise car les colons antillais se considèrent comme des frères et sœurs.
Initialement, en tant que président de la mission locale, Riis doit être maître de tous les métiers : pasteur, administrateur, économe, comptable, charpentier, architecte et chargé des relations publiques entre la Mission et les chefs traditionnels. Hermann Halleur est le directeur de la station missionnaire responsable de toutes les activités économiques tandis que JG Widmann est nommé inspecteur scolaire et ministre de Bâle responsable de l'église presbytérienne du Christ, Akropong. À la suite de son expérience antérieure en tant qu'ancien dans son église d'origine à Irwin Hill à Montego Bay, John Hall est devenu le premier prêtre de l'église tandis qu'Alexander Worthy Clerk est devenu le premier diacre avec un rôle supplémentaire dans la distribution de denrées alimentaires comme le maïs et les produits importés. vêtements à ses compatriotes émigrés caribéens. Clerk est chargé d'enseigner aux enfants des colons à l'école maternelle alors nouvellement créée à Akropong. John Rochester supervise les travaux agricoles de la mission.
Au fur et à mesure que de plus en plus de missionnaires sont recrutés pour la mission, le fardeau de l'administrateur augmente. Riis et un autre missionnaire bâlois, Simon Süss, sont contraints par la situation de commercer et de troquer afin d'obtenir de l'argent pour acheter de la nourriture et d'autres besoins de son personnel de mission en expansion et des travailleurs locaux ,. Les missionnaires rencontrent de nombreuses difficultés et l'une des nombreuses accusations portées contre eux par leurs détracteurs est qu'ils sont devenus des commerçants au lieu de missionnaires d'église. Riis et ses hommes commencent à évangéliser les populations rurales autour d'Akropong ; la Mission de Bâle est devenue familièrement connue sous le nom d'église «rurale» ou «de brousse». Riis veut aborder le paganisme à l'intérieur des terres et apprendre la langue akan parlée plus largement dans l'arrière-pays de la Côte de l'Or. Riis, en tant que disciplinaire, suspend le missionnaire américano-libérien, George Thompson, qui échoue dans sa mission à Osu en 1845.
Les premiers baptêmes chrétiens sont pratiqués par les Jamaïcains en 1847 lorsqu'un séminaire théologique est établi à Christiansborg, Osu. Un autre séminaire, le Basel Mission Seminary (plus tard Presbyterian College of Education) est créé en 1848 pour former les indigènes au travail de la mission. Plus tard, le séminaire de Christiansborg est définitivement transféré sur le campus d'Akropong et fusionne avec le séminaire missionnaire de Bâle. Lors de l'ouverture du séminaire, le panafricaniste sierra-léonais James Africanus Beale Horton note que "c'est en effet une réussite académique qui peut très bien se défendre par rapport aux collèges de formation européens de l'époque". L'école produit des enseignants-catéchistes dont le rôle est essentiel dans l'évangélisation chrétienne, car le programme enracinait les étudiants dans la théorie et la pratique de l'enseignement général et de la pédagogie ainsi que dans une formation de séminaire classique. Il y a des plans en 1845 pour importer des étudiants potentiels de la Barbade, mais ces plans sont abandonnés car il y a un plus grand besoin de former des érudits et des prédicateurs locaux. Le modèle éducatif des catéchistes est basé sur le système de la Church Missionary Society dans lequel des catéchistes forment des pasteurs non ordonnés et considérés comme des stagiaires pendant un certain nombre d'années avant d'être élevés au poste de ministre de l'Église.
Les défis des premiers jours ne sont pas rares. Il est documenté que " en janvier 1845, certains des chrétiens antillais se sont lassés de l'expérience chrétienne et ont écrit à la mission de Bâle pour demander le rapatriement aux Antilles, mais la mission a refusé ", citant l'accord signé. En 1848, quelques émigrants antillais choisissent de retourner en Jamaïque à l'expiration de l'exigence de résidence de cinq ans dans le contrat initial avec la Mission de Bâle. David Robinson est décédé en 1850 sur la Côte de l'Or d'une maladie persistante. Alors que les tensions continuent de monter entre la mission de Bâle et les Antillais, les marcheurs sont devenus désenchantés, quittent la station missionnaire d'Akropong et déménagent à Accra avant de s'installer définitivement à Cape Coast,. Certains désaccords entre les colons des Caraïbes sur la distribution des vêtements aboutissent à la flagellation d'Antigua, Jonas Horsford par Andreas Riis et l'ouvrier-contremaître, Ashong. Horsford, qui est alors au début de la vingtaine, s'est enfui à Osu, Accra et plus tard, Cape Coast par colère et humiliation. Il est volontairement rapatrié à Antigua mais est mort en mer sur le chemin du retour. Les Greenes demandent le rapatriement en Jamaïque en 1849, seulement pour que Catherine, épouse de James, meure en mer d'un cancer du sein en phase terminale apparent qui est diagnostiqué alors qu'elle vit à Akropong. Un missionnaire bâlois, Johann Friedrich Meischel croit que Mme. Catherine Greene influence négativement son mari pour qu'il se méfie des missionnaires européens car les Greenes pensent que la société reviendrait sur sa promesse de rapatrier les missionnaires volontaires des Caraïbes après cinq ans s'ils le souhaitent.
Cinq familles caribéennes sont restées pour former le noyau de la communauté chrétienne africaine à Akropong : Alexander Worthy Clerk, John Hall, Joseph Miller, James Gabriel Mullings, John Powell Rochester et leurs familles respectives. Selon les archives historiques, "… la mission a pris des mesures pour sécuriser des terres agricoles pour les familles antillaises qui ont décidé de rester. La mission a acheté des terres près d'Adami pour les familles Miller et Hall et à Adobesum sur la route d'Amanprobi pour les familles Mullings et Rochester. Un terrain est obtenu pour la famille Clerk à Aburi à un endroit appelé aujourd'hui Little Jamaica,,.
Il fut missionnaire dans les villages et villes de la région d'Akuapem de 1864 à 1867. En 1867, Clerk est envoyé à Tutu, une ville de la région d'Akuapem et y lève des fonds pour la construction de la première chapelle de la Mission de Bâle. Le 1er septembre 1872, avec le pasteur indigène Akan, Theophilus Opoku, Alexander Worthy Clerk est ordonné ministre de la mission de Bâle par le missionnaire bâlois, le révérend. Johann Georg Widmann. L'historien de la Côte de l'Or, Carl Christian Reindorf est ordonné six semaines plus tard, le 13 octobre 1872. Cette cérémonie est le début de l'ordination des pasteurs locaux pour le travail missionnaire. Il devint plus tard ministre de district de la Basel Mission Church à Aburi.

## Contributions à l'éducation
Clerk et ses collègues missionnaires des Caraïbes sont motivés et se sont adaptés rapidement malgré le mal du pays initial et apprennent les langues indigènes d'Akan et de Ga ,. Les missionnaires composent de nouveaux hymnes en langue locale, traduit des hymnes d'église en Ga et Ga. Akan de l'anglais et de l'allemand, construit des maisons en pierre, des puits d'eau et des écoles, crée de grandes fermes et apprend à la population locale à lire et à écrire, améliorant considérablement l'alphabétisation dans la région ,,,. En 1848, trente-sept filles, vingt-cinq garçons et sept enfants des Antillais fréquentent la nouvelle école United Akropong School avec Clerk comme maître d'école fondateur. À la suite de son travail acharné, Clerk est surnommé " Suku Mansere ", une bâtardise de " maître d'école " en langue twi. Les enfants antillais qui sont enseignés à l'école comprennent Andrew Hall, Rose Ann Miller, Robert Miller, Catherine Miller, Elizabeth Mullings, Ann Rochester et John Rochester. L'école des filles est transférée à Aburi en 1854 pour devenir l'école secondaire des filles, prédécesseur de l'actuelle école secondaire des filles d'Aburi,,. Rose-Ann Miller, fille de missionnaires jamaïcains, Joseph et Mary Miller, qui dirige auparavant l'école maternelle d'Akropong en 1857, fut chargée de l'école de filles d'Aburi en 1859 jusqu'en 1874, date à laquelle elle quitta volontairement la mission de Bâle pour travailler. à l'école gouvernementale pour filles d'Accra.
Clerk et d'autres missionnaires forment des catéchistes autochtones pour les aider dans leur travail évangélique et jouer un rôle important dans la mission de Bâle , au Basel Mission Training College nouvellement créé en 1848 (maintenant Presbyterian College of Education)  en tant que deuxième plus ancien établissement d'enseignement supérieur d'Afrique de l'Ouest après le Fourah Bay College (fondé en 1827)  à Freetown, en Sierra Leone. Au séminaire, Clerk s'est vu confier un nouveau rôle en tant qu'instructeur d'études bibliques. Les élèves de Clerk dans la classe des pionniers comprennent John Powell Rochester, David Ashanti, Paul Staudt Keteku, William Yirenkyi et Jonathan Bekoe Palmer. Ces séminaristes devinrent plus tard professeurs-catéchistes et pasteurs au service de la mission.
Quelques années plus tôt, le 27 novembre 1843, un internat de langue anglaise pour garçons, l'école de Salem est ouverte à Christiansborg, la plus ancienne école existante fondée par la Mission de Bâle. Les éducateurs fondateurs sont tous des missionnaires : des Jamaïcains, Alexander Worthy Clerk et Catherine Mulgrave (1827–1891) ainsi que George Thompson, le missionnaire américano-libérien formé en Allemagne. Mulgrave est né en Angola mais grandit en Jamaïque après avoir été sauvé à l'âge de six ans des marchands d'esclaves portugais. Elle s'est souvenue que sa mère l'appelait par le nom angolais " Gewe " lorsqu'elle est enfant et est adoptée par le gouverneur de la Jamaïque de l'époque, le comte de Mulgrave et son épouse, Lady Mulgrave, qui l'éduquent à l'école de refuge pour femmes, suivie d'une formation d'enseignante au Mico. Institution à Kingston, Jamaïque. Entre 1843 et 1891, Mulgrave crée divers internats pour filles à Osu, Abokobi et Odumase, avec des programmes qui mettent l'accent sur l'arithmétique, la lecture, l'écriture, la couture, le jardinage et les tâches ménagères.
Les Antillais introduisent l'anglais comme langue d'enseignement préférée à l'école et cela est largement accepté après que les Danois aient vendu leurs forts et châteaux sur la côte est de la Côte de l'Or, y compris Osu, aux Britanniques en 1850. Au XIXe siècle, le nom de Salem décrivait cette partie de la ville où les premiers missionnaires européens de Bâle se sont installés avec leurs convertis. À l'origine, le terme Salem comprenait l'église, l'école et d'autres bâtiments du quartier chrétien de la ville L'école est construite autour d'un quadrilatère avec les salles de classe d'un côté, les dortoirs de l'autre et les résidences du directeur et des enseignants de l'autre côté. l'autre côté. Cet arrangement maintient les enseignants et les élèves en contact permanent les uns avec les autres. Salem a donc une " culture de village chrétienne " typique des petites villes et villages européens d'où sont originaires de nombreux missionnaires bâlois.
Le programme scolaire est rigoureux: il comprenait l'anglais et les langues Ga, l'arithmétique, la géographie, l'histoire, les connaissances religieuses, l'étude de la nature, l'hygiène, l'écriture manuscrite et la musique. Il y a aussi des cours d'art et d'artisanat, y compris la poterie, la menuiserie, le tissage de paniers et de nattes et des cours pratiques d'agriculture à la ferme de l'école. La formation religieuse chrétienne est au cœur du programme, la fréquentation obligatoire de l'église étant exigée de tous les élèves. Un code disciplinaire strict, basé sur une vie austère, est appliqué.
Les premières années de l'école sont difficiles. Moins d'un an après sa création, Clerk est envoyé à Akropong pour y ouvrir une école similaire. En 1854, les autorités britanniques, aidées par les forces coloniales, bombardent la ville d'Osu pendant deux jours à l'aide du navire de guerre « HM Scourge » après que les indigènes refusent de payer la capitation nouvellement imposée. Plusieurs quartiers de la ville sont détruits. La jeune école ainsi qu'un grand nombre de nouveaux convertis africains déménagent à Abokobi. L'école est transférée à Osu à l'endroit appelé Salem vers 1857. Plus tard, des écoles similaires de Salem sont créées à Peki, La, Teshie, Odumase, Ada Foah, Kibi, Abetifi et Nsaba.
De nombreux anciens élèves de l'école sont devenus plus tard des administrateurs, des comptables, des banquiers, des fonctionnaires, des dentistes, des diplomates, des ingénieurs, des juges, des avocats, des médecins, des dirigeants politiques, des professeurs et des enseignants à l'époque coloniale. La formation bâloise d'origine chrétienne que les anciens élèves de Salem reçoivent au cours de leurs années de formation leur inculque un fort sentiment de noblesse oblige. Du milieu du XIXe siècle à la fin du XXe siècle, les vieux garçons de Salem dominent de nombreuses facettes de la vie publique et de la société et forment un noyau de la nouvelle haute bourgeoisie dans la hiérarchie sociale coloniale de la Côte de l'Or.
Bien qu'il soit très instruit selon toutes les normes; autodidacte et multilingue dans plusieurs langues ghanéennes, caribéennes et européennes (ga, twi, anglais, créole jamaïcain et allemand), le Home Committee de Bâle n'a jamais accordé à Clerk le respect total ou maximum qu'il méritait en tant que missionnaire, ministre et éducateur de Bâle pendant sa vie. Lui et ses autres collègues caribéens en particulier, sont plutôt perçus par les Européens comme ayant le même statut que les assistants administratifs ou les aides de mission, conduisant parfois à des relations tendues avec la Mission de Bâle.

## Vie privée et ascendance

### Lignée
Clerk est un descendant d'esclaves ouest-africains du XVIIIe siècle capturés par des marchands d'esclaves et amenés de force sur l'île des Caraïbes pour travailler dans des plantations de café et de sucre au plus fort de la traite transatlantique des esclaves <,. Certains de ces esclaves jamaïcains sont peut-être d'origine Ashanti selon certains récits oraux, et de la ceinture médiane du Ghana actuel, tandis que d'autres proviennent du couloir côtier ghanéen, largement peuplé de Gas et de Fantes. Plus tard, de nombreux esclaves sont enlevés aux communautés Igbo et Yoruba de la Sierra Leone et du Nigeria modernes.

### Mariage

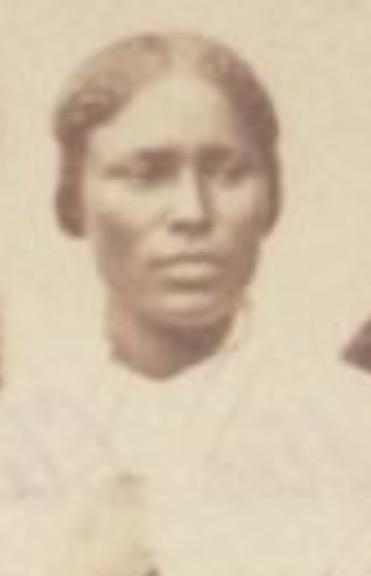
Pauline Hesse, Aburi, Côte de l'Or, v. 1861

Le 30 août 1848, Clerk épousa Pauline Hesse (née le 3 mai 1831) d'Osu Amantra, fille d'un marchand Euro-Ga, Herman Hesse de la famille Hesse et d'une femme Ga-Dangme, Charlotte Lamiorkai, issue d'une famille de commerçants. à Shai Hills,. Le grand-père paternel de Pauline Hesse, le Dr Lebrecht Wilhelm Hesse, est un médecin danois du XVIIIe siècle d'origine allemande. Hesse-Clerk est formé à la mission de Bâle et fait ses études à l'école danoise du château de Christiansborg à Osu. L'une de ses institutrices est Catherine Mulgrave, la première femme éducatrice de la Mission de Bâle sur la Côte de l'Or. Les camarades de classe de Hesse comprennent ses sœurs, Mary (Mme. Richter), Wilhelmine (Mme. Briandt), Regina (1832-1898), une enseignante qui épousa plus tard Hermann Ludwig Rottmann, le premier missionnaire-commerçant bâlois à Christiansborg et le fondateur de la Basel Mission Trading Company,,. Son frère, William Hesse (1834-1920) est pasteur de la Mission de Bâle. Un autre camarade de classe est l'historien et ministre Carl Christian Reindorf (1834-1917), dont le livre fondateur, L'histoire de la Côte de l'Or et de l'Ashanti , est publié en 1895 ,,. L'école du château de Christiansborg, ouverte en 1722, est très similaire à l'école du château de Cape Coast établie par le vicaire anglican, le révérend Thompson et la Society for the Propagation of the Gospel in Foreign Parts (SPG) affiliée à l'Église d'Angleterre . Le danois est la langue d'enseignement à l'école de Christiansborg. Les écoles du château sont créées par les gouverneurs européens pour baptiser et éduquer principalement les enfants mâles mulâtres euro-africains d'hommes européens et de femmes africaines de la Côte de l'Or pour un éventuel emploi en tant qu'assistants administratifs et soldats dans la fonction publique coloniale ,. Plus tard, Hesse-Clerk est devenu propriétaire d'une petite entreprise et commerçant. À la suite du bombardement d'Osu en 1854 et du déplacement forcé de ses habitants qui s'est ensuivi, un beau-frère du Clerk, John Hesse, déménage à Akropong en tant que réfugié domestique et s'est engagé dans le petit commerce avec d'autres commerçants Ga-Dangme qui fuient les bombardements. En raison de son éducation, de son éducation et de sa profession de commerçante, Pauline Hesse est polyglotte, parlant Gã, Akuapem Twi, anglais, danois et allemand.
Le couple a douze enfants mais l'un d'entre eux décède à la naissance : Caroline Rebecca (Mme. Svaniker), John Patrick, Louisa (Mme. Hall), Ophelia (décédée dans l'enfance de la rougeole), Charles Emmanuel, Richard Alfred, Nicholas Timothy, Jane Elizabeth (Mrs. Bruce), Mary Anne, Matilda Johanna (Mme. Lokko) et Christian Clerk mort dans sa jeunesse dans un accident de noyade dans le golfe de Guinée ,,. Ainsi, Alexander Clerk est devenu le patriarche de la famille Clerk historiquement remarquable d'Accra en raison de son arrivée en 1843 sur la Côte de l'Or en tant que célibataire et de son mariage ultérieur en 1848 avec Pauline Hesse.

## Œuvres choisies
Alexander Clerk écrit et traduit des hymnes de l'allemand vers la langue Ga. Ces hymnes sont capturés dans les hymnes presbytériens et sont toujours utilisés par l'Église presbytérienne du Ghana pour ses services religieux :
- Mɛni Yesu efee eham'? - Qu'est-ce que le Christ fait pour moi ? (PHB 497)
- Mɔ ni ji Kristo kaselɔ - Vous tous qui suivez Jésus-Christ (PHB 528), traduit d'un hymne allemand, écrit à l'origine par le théologien piétiste et compositeur d'hymnes suisse-italien, Hieronymus Annoni (1697 - 1770)

## Mort et héritage
Clerk est décédé de causes naturelles le 11 février 1906, trois semaines avant son quatre-vingt-sixième anniversaire à son domicile, Fairfield House, à Aburi, 32 km au nord d'Accra. Il est enterré dans l'ancien cimetière de la mission de Bâle, près des jardins botaniques d'Aburi à Aburi. En tant que leader d'opinion à Aburi, Clerk a une influence sur le choix du campus du jardin botanique. Veuve de Clerk, Pauline Hesse-Clerk est décédée le 18 août 1909 à l'âge de 78 ans ; elle est enterrée à côté de son mari.
Pendant la Première Guerre mondiale, des missionnaires allemands travaillant à gauche de la Côte de l'Or et des missionnaires presbytériens écossais sont venus servir les chrétiens de l'Église morave. Quelque temps après la fin de la guerre, les Allemands cherchent à renouveler leur influence dominante mais les chrétiens de la Côte de l'Or déclarent une forte préférence pour l'Église presbytérienne amenée là-bas par les Écossais.
Dans un hommage approprié à l'héritage de Clerk, d'autres missionnaires antillais et de la mission de Bâle, le gouverneur britannique de la Côte de l'Or pendant la Première Guerre mondiale, Sir Frederick Gordon Guggisberg, réagit à l'expulsion de la mission de Bâle en tant que risque de sécurité étranger de la Côte de l'Or. Coast en déplorant que le départ forcé ait été « le plus grand coup que l'éducation dans ce pays ait jamais subi » ; décrivant leur travail comme " avant tout en ce qui concerne la qualité de l'éducation et la formation du caractère " - un témoignage de l'approche de la mission consistant à combiner les études académiques avec une formation pratique pour la vie. Alors que la propagation de l'Évangile est l'objectif principal des Antillais et de la Mission de Bâle, l'environnement socio-économique et éducatif national désastreux les motive à créer les premières écoles et collèges formels du pays, ouverts aux élèves de tous les horizons. De plus, les missionnaires fournissent des sources alternatives d'emploi aux habitants des zones rurales grâce à la création d'une agriculture mécanisée et de petites industries artisanales axées sur le commerce telles que la construction et l'artisanat, y compris l'impression, la reliure, la fabrication de carreaux, la fabrication de briques et le tissage afin de créer l'autosuffisance chez les indigènes,. Pour accentuer ce point, le savant Noel Smith note en 1966, "Dans l'éducation et dans l'agriculture, dans la formation des artisans et dans le développement du commerce, dans les services médicaux et dans le souci du bien-être social du peuple, le nom 'Bâle' au moment de l'expulsion de la Mission du pays est devenu un mot précieux dans l'esprit des gens." 
Aujourd'hui, l'Église presbytérienne du Ghana se souvient et reconnaît dûment Clerk et les autres missionnaires antillais pour leur rôle de pionnier dans le mouvement chrétien protestant au Ghana. L'église continue de maintenir une grande partie de la liturgie, de l'ordre et de la discipline de l'église jamaïcaine qui sont importés au Ghana au XIXe siècle et est fortement axée sur la mission,. La dénomination compte actuellement près d'un million de membres, soit environ un quart de la population chrétienne protestante ghanéenne et environ quatre pour cent de la population nationale. L'Église presbytérienne du Ghana institue aujourd'hui la " Journée presbytérienne " ou " Journée Ebenezer ", un dimanche spécial désigné dans l'almanach de l'église pour honorer les souvenirs, le travail désintéressé et le labeur des missionnaires dans les premières années. Les noms d'Alexander Clerk et de son fils Nicholas Clerk apparaissent sur une plaque commémorative dans le sanctuaire de l'église presbytérienne Ebenezer, Osu, répertoriant les missionnaires pionniers de l'église, en reconnaissance de leurs contributions à l'éducation formelle et à la croissance de la foi presbytérienne au Ghana. Dans le sanctuaire de la Christ Presbyterian Church, Akropong, une tablette commémore la vie et l'œuvre d'Alexander W. Clerk et de ses compatriotes caribéens, Joseph Miller, John Hall, John Rochester, James Mullings, John Walker, James Green et l'Antigua Jonas Horsford.
En plus d'un accès accru à l'éducation, Alexander Clerk et d'autres missionnaires de la mission de Bâle et des Antilles ont joué un rôle déterminant dans l'expansion des hôpitaux, des programmes de protection sociale, des services médicaux ou des soins de santé ainsi que le développement des infrastructures, y compris les routes et la croissance du commerce et l'agriculture pour soutenir les activités missionnaires de l'église. Aujourd'hui, l'église gère des écoles, des collèges et des centres de santé dans de nombreuses villes et villages du Ghana, notamment Abetifi, Aburi, Agogo, Bawku, Donkorkrom, Dormaa Ahenkro et Enchi. Afin de préserver l'ancienne culture, l'utilisation de la langue vernaculaire comme principal moyen de ministère continue d'être soulignée par l'Église presbytérienne du Ghana.
La lignée ou la progéniture du clerc joue un rôle de pionnier dans le développement de l'architecture, du développement de l'église, de la fonction publique, de la diplomatie, de l'éducation, des services de santé, du journalisme, de la médecine, des sciences naturelles, de l'administration publique, de la politique publique de santé publique et de l'urbanisme sur la Côte de l'Or et dans Ghana moderne . Son fils, Nicholas Timothy Clerk est un théologien formé à Bâle qui est le premier Clerk synodal de l'Église presbytérienne de la Côte de l'Or de 1918 à 1932 et fait campagne pour une école secondaire, aboutissant à la création de l'école secondaire presbytérienne pour garçons en 1938 ,,. Peter Hall, le fils de John Hall, collègue missionnaire jamaïcain de Clerk, est élu premier modérateur de l'Église presbytérienne de la Côte de l'Or en 1918,. Parmi les autres descendants de deuxième génération des Jamaïcains qui jouent un rôle déterminant dans le renforcement des fondations éducatives du pays posées par leurs ancêtres des Caraïbes, citons John Powell Rochester, Timothy Mullings, Henry Hall, James Hall, Caroline Clerk, Patrick Clerk, Charles Clerk, Rose Ann Miller et Emil Miller. En tant qu'agriculteurs, éducateurs, artisans et prédicateurs, ils peinent pour fournir une éducation formelle dans les communautés dans lesquelles ils travaillent.